# Zaričenský rajón
Zaričenský rajón (ukrajinsky Зарічненський район) byl rajón ve Rovenské oblasti na Ukrajině. Hlavním městem bylo Zarične a rajón měl přibližně 35 tisíc obyvatel. 

## Sídla v rajónu
- Zarične